# Francisco Díaz Taño
Francisco Díaz Taño (El Paso, La Palma, 17 de mayo de 1593-Córdoba, Argentina, 9 de abril de 1677) fue un sacerdote y misionero jesuita español.

## Biografía
Hijo de Domingo Díaz Taño y Juana Francisca, estudió Humanidades en el colegio de San Hermenegildo de Sevilla, ingresando en la Compañía de Jesús en 1616. Emigró a Buenos Aires en 1622, dónde fue ordenado sacerdote. Partió hacía Paraguay como misionero, logrando allí una fecunda labor tras haber aprendido la lengua guaraní. Estuvo al frente de la reducción de San Francisco Javier (1624); fundó la de Santo Tomé Apóstol y fue nombrado superior de las misiones de Uruguay (1635).
El padre Díaz Taño tuvo que hacer frente a las incursiones de los esclavistas y a los ataques contra los religiosos jesuitas para quitarles la jurisdicción real que ejercían. En algunos de esos casos, consiguió autorización y justificación para que los indios recibieran instrucción y armamento en autodefensa propia y legítima, como en la histórica fecha del 11 de marzo de 1641, que tuvo lugar la Batalla de Mbororé, donde los nativos guaraní consiguieron la victoria frente a sus enemigos, los bandeirantes.
Fue un defensor de los derechos de los indios, frente a su venta y esclavización. Con tal motivo viajó a Roma, obteniendo el 22 de abril de 1639, del papa Urbano VIII, el documento Commissum Nobis, que ratificaba la vigencia y cumplimiento de la bula de Paulo III a favor de los indígenas, prohibiendo su venta y privación de libertad.
El padre Díaz Taño fue destinado finalmente a Córdoba, Argentina, donde fue nombrado en 1665 rector del colegio de Jesuitas, y donde se retiró hasta su fallecimiento en 1677.
Francisco Díaz Taño, junto al también palmero José de Arce y Rojas, Apóstol de Paraguay, y a los tinerfeños San Pedro de San José Betancur, Apóstol de Guatemala y San José de Anchieta, Apóstol de Brasil, suponen un hito histórico de la aportación canaria a la evangelización hispanoamericana, por su profundo ejemplo del más puro humanismo cristiano.